# Даніель Бассі
Даніель Джошуа Бассі Якобсен (норв. Daniel Joshua Bassi Jakobsen, нар. 31 жовтня 2004, Осло, Норвегія) — норвезький футболіст, півзахисник клубу «Буде-Глімт».

## Ігрова кар'єра

### Клубна
Даніель Бассі починав займатися футболом у своєму рідному місті Осло. У 2015 році він приєднався до молодіжної команди клубу «Тромсе». І в складі цього клубу Бассі дебютував на професійному рівні. Першу гру в основі «Тромсе» футболіст провів на ранньому етапі розіграшу Кубку країни. В чемпіонаті Норвегії першу гру Бассі зіграв у квітні 2023 року.
У серпні 2023 року як вільний агент Бассі перейшов до «Буде-Глімт» і зігравши в команді десять матчів отримав титул чемпіона Норвегії. Наступний сезон 2024 року півзахисник пропустив через травму.

### Збірна
Даніель Бассі має сьєрралеонське походження. З 2023 року він почав виступи на міжнародному рівні, захищаючи кольори юнацької збірної Норвегії (U-19).

## Титули
Буде-Глімт
 Чемпіон Норвегії: 2023